# Schizomavella simplex
Schizomavella simplex är en mossdjursart som beskrevs av Canu och Bassler 1929. Schizomavella simplex ingår i släktet Schizomavella och familjen Bitectiporidae. Inga underarter finns listade i Catalogue of Life.